# Luras
Luras é uma comuna italiana da região da Sardenha, província de Sassari, com cerca de 2.659 Istat 2003 habitantes. Estende-se por uma área de 87 km², tendo uma densidade populacional de 30 hab/km². Faz fronteira com Arzachena, Calangianus, Luogosanto, Sant'Antonio di Gallura, Tempio Pausania.

## Demografia
| Variação demográfica do município entre 1861 e 2011                               |
|                                                                                   |
| Fonte: Istituto Nazionale di Statistica (ISTAT) - Elaboração gráfica da Wikipedia |